# 斯特倫加鄉
47°11′N 26°57′E / 47.183°N 26.950°E
斯特倫加鄉（羅馬尼亞語：Comuna Strunga, Iași），是羅馬尼亞的鄉份，位於該國東北部，由雅西縣負責管轄，面積71平方公里，海拔高度294米，2007年人口4,418，人口密度每平方公里62人。